# Mladenka Malenica
Mladenka Malenica (Split, 26. svibnja 1972.), hrvatska športska streljačica.
Natjecala se na Olimpijskim igrama 1988. kao reprezentativka Jugoslavije. U disciplini zračna puška 10 metara bila je plasirana od 22. do 27. mjesta, a u disciplini MK puška 50 metara (3 x 20 hitaca) od 28. do 29. mjesta. Na OI 1996. bila je 28. u disciplini MK puška 50 metara (3 x 20 hitaca) i 20. u zračnoj pušci na 10 metara. Na OI 2000. u disciplini zračna puška 10 metara ostvarila je najbolji rezultat na OI osvojivši 9. mjesto. Na istim je Igrama osvojila 26. mjesto u disciplini MK puška 50 metara (3 x 20 hitaca).
Na Europskom prvenstvu 1993. ekipno je osvojila brončanu medalju u zračnoj pušci na 10 metara te srebrnu medalju u disciplini MK puška 50 metara (3 x 20 hitaca). Na Mediteranskim igrama 1997. osvojila je dvije brončane medalje.
Bila je članica solinskog Dalmacijacementa.